# Nu Aurigae
Nu Aurigae (32 Aurigae) é uma estrela na direção da constelação de Auriga. Possui uma ascensão reta de 05h 51m 29.39s e uma declinação de +39° 08′ 54.5″. Sua magnitude aparente é igual a 3.97. Considerando sua distância de 215 anos-luz em relação à Terra, sua magnitude absoluta é igual a −0.13. Pertence à classe espectral K0III.